# Brookfield Infrastructure Partners
Brookfield Asset Management Inc. est une entreprise canadienne cotée en bourse à partenariat limité installée aux Bermudes à Hamilton qui se livre à l'acquisition et à la gestion d'actifs d'infrastructures à l'échelle mondiale.
Jusqu'à la scission d'entreprise en janvier 2008, Brookfield Infrastructure était une unité d'exploitation de Brookfield Asset Management, qui conserve une participation de 41 % et agit en tant qu'actionnaire principal de la société,. Les actifs de la compagnie ont représenté une valeur comptable de 3,38 milliards de $ US, en février 2011.

## Opérations de structuration
Après la scission de Brookfield Asset Management et de Brookfield Infrastructure, la partie exploitant uniquement des propriétés de forêts et des lignes de transport d'électricité en septembre 2008, la société a annoncé qu'elle allait étendre et diversifier ses activités mondiales en achetant des biens d'infrastructure en détresse telle que Babcock & Brown, ajoutant ainsi environ 8 milliards de dollars d'actifs sous gestion. En décembre 2010, la société a fusionné avec la société australienne Prime Infrastructure dans laquelle elle possédait des intérêts minoritaires.

## Principaux actionnaires
Au 6 janvier 2020:
| BMO Asset Management,                | 6,46% |
| Capital Research & Management - WI-  | 4,98% |
| RBC Dominion Securities -IM-         | 3,39% |
| Franklin Mutual Advisers             | 2,45% |
| Principal Global Investors           | 2,28% |
| Royal Bank of Canada                 | 1,89% |
| Nomura Asset Management              | 1,84% |
| TD Asset Management                  | 1,72% |
| Neuberger Berman Investment Advisers | 1,68% |
| Manulife Investment Management       | 1,59% |

### Investissements
En février 2011, la société possédait et gérait les actifs suivants:
| Pays                  | Operations                                                                                          | Secteur                    | Possessions |
| Australie             | Dalrymple Bay Coal Terminal                                                                         | Ports                      | 71% |
| Australie             | Partenariat public-privé                                                                            | Hôpitaux                   | 50% |
| Australie             | Tasmanian Gas Network                                                                               | Énergie                    | 100% |
| Australie             | Brookfield Rail                                                                                     | Transports ferroviaires    | 100% |
| Canada                | Island Timberlands                                                                                  | bois de charpente          | 38% |
| Canada                | Ontario Transmission                                                                                | distribution d'électricité | 100% |
| Chili                 | Secteur de la production d'électricité au Chili : production, transport et distribution (Transelec) | distribution d'électricité | 18% |
| Europe                | Euroports                                                                                           | Ports                      | 60% |
| Royaume-Uni           | IEG                                                                                                 | Énergie                    | 100% |
| Royaume-Uni           | PD Ports                                                                                            | Ports                      | 60% |
| Royaume-Uni           | Public–private partnership                                                                          | Hospitaux                  | 30% |
| France                | TDF                                                                                                 | Télédiffusion              | Brookfield et Public Sector Pension Investment Board (PSP), le consortium a 100 % du capital social de TDF France. |
| Nouvelle-Zélande      | Powerco                                                                                             | Énergie                    | 42% |
| États-Unis d'Amérique | Hydro Kennebec                                                                                      | Énergie renouvelable       | 30% |
| États-Unis d'Amérique | Longview Timber                                                                                     | bois de charpente          | 30% |
| États-Unis d'Amérique | Natural Gas Pipeline Company of America                                                             | Gazoduc                    | 25% |